# Indice des prix de Laspeyres-Paasche
Les indices des prix de Laspeyres-Paasche sont des indices permettant de synthétiser en un indice unique un certain nombre d'indices. Ils représentent le montant nécessaire, dans la période courante, pour acheter un panier de biens et services choisi l'année de référence pour Laspeyres (durant la période courante pour Paasche), rapporté au coût de ce même panier acheté aux prix de l'année de référence.
Une application courante est le calcul de l'Indice des prix à la consommation.
Le problème est le suivant : on souhaite calculer un indice synthétique permettant de mesurer l'évolution du niveau général des prix. Pour cela, on dispose de la quantité {\displaystyle q^{i}} et du prix {\displaystyle p^{i}} pour chaque produit {\displaystyle i} considéré. Entre la date 0 et la date {\displaystyle t}, les quantités et les prix changent.

## Indice de Paasche
L'indice de Paasche des prix :
{\displaystyle \Delta P_{P}={\frac {\sum p_{t;i}\times q_{t;i}}{\sum p_{0;i}\times q_{t;i}}}\times 100}
L'indice de Paasche des quantités :
{\displaystyle \Delta Q_{P}={\frac {\sum p_{t;i}\times q_{t;i}}{\sum p_{t;i}\times q_{0;i}}}\times 100,}
où {\displaystyle p_{0}} et {\displaystyle p_{t}} désignent les prix des différents produits consommés (l'indice {\displaystyle i} dans la somme); {\displaystyle q_{0}} et {\displaystyle q_{t}} désignent les quantités consommées. L'indice 0 désigne l'année de référence et l'indice t l'année étudiée.
Les deux indices de Paasche ont numérateur ne dépendant que des prix et des quantités relatifs à l'année étudiée ({\displaystyle q_{t}} et {\displaystyle p_{t}}). S'il s'agit de calculer un indice de prix, alors on utilise {\displaystyle p_{0}} (au lieu de {\displaystyle p_{t}}) au dénominateur. S'il s'agit d'avoir un indice de quantité, alors c'est le même principe avec {\displaystyle q_{0}} (au lieu de {\displaystyle q_{t}}).

## Indice de Laspeyres
Le principe est semblable à l'indice de Paasche ci-dessus, sauf que le dénominateur est la grandeur constante et prise en l'année de référence (0). C'est cette fois le numérateur qui change :
L'indice Laspeyres-prix :
{\displaystyle \Delta P_{L}={\frac {\sum p_{t;i}\times q_{0;i}}{\sum p_{0;i}\times q_{0;i}}}\times 100,}
L'indice Laspeyres-quantités:
{\displaystyle \Delta Q_{L}={\frac {\sum p_{0;i}\times q_{t;i}}{\sum p_{0;i}\times q_{0;i}}}\times 100,}
L'indice de Laspeyres mesure l'évolution dans le temps du prix à payer pour un panier de référence, choisi sur base des consommations d'une année de référence. Il ne nécessite donc pas d’information quant à la composition du panier de la période en cours et peut être établi et publié rapidement, avant la collecte d’informations sur la consommation et la production courante. Il est donc généralement privilégié par les instituts de statistique pour déterminer les indices de prix. En France, l'indice de Laspeyres est utilisé par l'Insee pour la construction de l'indice des prix à la consommation (IPC) déterminant le niveau de l'inflation.
L'indice de Laspeyres présente en revanche le défaut de ne pas tenir compte de la modification des habitudes de consommation (composition du panier). Il a le défaut de surestimer l'inflation[réf. nécessaire].

## Indice de Fisher
L'indice de Fisher représente la moyenne géométrique des indices de Laspeyres et de Paasche.
{\displaystyle \Delta P_{F}={\sqrt {\Delta P_{L}\cdot \Delta P_{P}}}}
Cet indice est théoriquement inférieur à l'indice de Laspeyres et supérieur à celui de Paasche. (On peut lui aussi le calculer soit en prix soit en quantités.)
Il est utilisé par Statistique Canada depuis 2001 au lieu de la formule de Laspeyres pour calculer l'estimation du PIB réel en termes de dépenses.